# Нюренберг, Сергей Маркович
Сергей Маркович Нюренберг (имя при рождении  — Шмуль-Янкель Мордкович Ниренберг, в различных документах также варианты Нирнберг, Нирнбарг и Ниренбарг; 11 декабря 1864, Житомир, Волынская губерния — 24 октября 1933, Рига, Латвия) — российский и латвийский общественный деятель, журналист. 

## Биография
Родился под именем Шмуль-Янкель Ниренберг в Житомире в еврейской семье из Бердичева. Его отец, мещанин местечка Полонное Новоград-Волынского уезда Волынской губернии Мордко-Лейб (Мордхе-Лейб, или Маркус Хаимович) Ниренберг (ум. 1875), занимался адвокатской практикой в Бердичеве, затем в Киеве и Житомире. Мать, Бася-Рехля Срулевна Ниренберг (урождённая Шварц, ум. 1877), была домохозяйкой. Вместе с ним в семье росли трое братьев и сестра. Рано оставшись сиротой, с 1877 года жил на попечении родственников в Кишинёве, а в 1884 году опекуном младших детей стал его старший брат Срул — впоследствии Владимир (Вольдемар) Израиль Альберт Ниренберг, к тому времени достигший совершеннолетия.
Поступил в Петербургский учительский институт. После его окончания 21 декабря 1886 года принял лютеранство в рижской Евангелическо-лютеранской церкви Св. Якова (получив при крещении имя Сергиус Пётр Генрих) и стал преподавателем Дерптского городского училища (с 1893 года — Юрьевского). В том же 1886 году в Дерпте поселился и его старший брат Владимир, поступивший в Дерптский университет, в Дерпте в 1892 году окончил гимназию и младший брат Фридл (впоследствии Павел), также поступивший в Дерптский университет.
В связи с увлечением журналистской деятельностью Сергей Нюренберг поменял место работы и стал работать в редакции «Рижского вестника» на правах постоянного корреспондента. 29 мая (10 июня)  1889 года женился на дочери православного священника Александре Александровне Горской (1864—1956) и двумя годами позже (16 апреля 1891 года) сам перешёл в православие, одновременно сменив первоначальную фамилию Ниренберг на Нюренберг. В 1893 году стал секретарём редакции «Рижского вестника». 
Помимо деятельности в газетной сфере Нюренберг принимал активное участие в общественной жизни города: он был одним из вдохновителей создания Первой русской платной общенародной библиотеки, стоял у истоков Русского просветительского общества и долгое время являлся его сопредседателем. Также он участвовал в создании ссудо-сберегательной кассы. В начале 1880-х Нюренберг ратовал за процветание русского театра в Риге, он организовал первые театральные постановки в стенах русского финансового общества «Улей» (речь в данном случае идёт об антрепризах Щербакова). Позже он всячески способствовал формированию первой постоянной труппы.
В 1908 году он отправился в Петербург. Там он пожил некоторое время, после чего следующими пунктами его странствия стали Минск и Белосток. Далее он окончательно переселился в Москву, где и жил до революции. События 1917 года вынудили его покинуть Москву.
В 1921 году вместе со многими бывшими рижанами, занимавшимися просветительской деятельностью, он попал в Берлин. В Берлине, который на раннем этапе функционировал в качестве базового центра русского Рассеянья, он жил до 1923 года, после чего вернулся в Ригу. Работал в страховом обществе «Даугава», затем стал банковским служащим и в Резекне (Режице) возглавил отделение Рижского коммерческого банка.
В дневнике Сергея Нюренберга первая запись посвящена факту дебютной публикации в «Рижском вестнике» за № 136 (вышел 21 июня 1888 года), в которой он отметил важное в истории края событие — пятидесятилетие с момента основания Юрьевского правительственного городского училища, в котором учительствовал и сам Сергей Маркович. 16 августа 1889 года Нюренберг в своём автобиографическом ежедневнике отметил другое знаменательное событие — начало постоянного сотрудничества с «Рижским вестником», которое выразилось в статье о необходимости проведения масштабных реформ в женских училищах в Прибалтийских губерниях. Этот дневник продолжили вести дочери Нюренберга (Ольга Бокшанская и Елена Булгакова), скрупулёзно отмечая в нём все подробности жизни семьи на протяжении нескольких поколений.

Надгробный памятник С.М. Нюренбергу и его дочери О.С. Бокшанской на Покровском кладбище в Риге. Восстановлен в 2020 году.

24 октября в квартире 1 по улице Альбертовской, 2, Сергей Нюренберг скончался после продолжительной болезни. Похороны состоялись 27 октября — Сергей Нюренберг был погребён на Покровском кладбище. Об этом в некрологе писала рижская газета «Сегодня».

## Семья
- Жена — Александра Александровна Нюренберг (урождённая Горская, 1864—1956)[7][8].
  - Сыновья — Александр Сергеевич Нюренберг (1890—1964), архитектор; и Константин Сергеевич Нюренберг (1895—1944), был арестован в 1940 году и умер в заключении.
  - Дочь — Ольга Сергеевна Бокшанская (1891—1948), сотрудница МХАТ, личный секретарь В. И. Немировича-Данченко; машинистка, печатавшая последний роман М. А. Булгакова «Мастер и Маргарита».
  - Дочь — Елена Сергеевна Булгакова (1893—1970), в первом браке Неёлова (невестка актёра М. В. Дальского), во втором — Шиловская (жена генерал-лейтенанта Е. А. Шиловского), в третьем — Булгакова (жена писателя М. А. Булгакова).

## Память
Интерес к биографии и личности С. М. Нюренберга возродила литературовед Лидия Яновская, первый публикатор и комментатор дневников и воспоминаний Е. С. Булгаковой . В своей книге «Записки о Михаиле Булгакове» (1997) Л. Яновская впервые привела целый ряд найденных ею архивных документов, касающихся семьи Елены Сергеевны, происхождения её отца и матери, рассказала о поисках их рижских адресов и мест захоронения, впервые процитировала дневник С. М. Нюренберга. В 2000 году глава об этом была перепечатана журналом «Даугава», став всеобщим достоянием.
В 2020 году рижский меценат Евгений Гомберг инициировал установку мемориальной доски на доме в Риге, где жила семья Нюренбергов до революции. В ходе подготовки проекта выяснилось, что местом жительства семьи был не дом номер 1 на улице Феллинской, а дом номер 3. Нумерация домов была изменена в 1930-е годы, когда новые рижские власти были одержимы идеей наведения порядка и присвоили угловому дому с ул. Элизабетес, ранее значившемуся под адресом Элизабетес, 9А, другой адрес — Феллинская, 1. А дом под номером один при этом стал номером три. Гомберг назвал это открытием в булгаковедении, в котором ранее описывался угловой дом, а не тот, где реально жила Елена Сергеевна. Отклик общественности на идею установки мемориальной доски был так велик, что средств хватило не только на работу художника Яниса Струпулиса, но и на восстановление захоронений С. М. Нюренберга и его дочери О. С. Бокшанской на рижском Покровском кладбище. Ольга умерла раньше Елены, была кремирована в Москве, откуда Булгакова и привезла прах для захоронения в Риге в 1967 году. Надгробие было обновлено в октябре 2020 года.

## Публикации
С. М. Нюренберг. Из воспоминаний корреспондента «Рижского вестника» // Балтийский архив. Русская культура в Прибалтике. Рига: Даугава, 2004. № 8.